# Oppland
| Tôn giáo ở Oppland | Tôn giáo ở Oppland | Tôn giáo ở Oppland | Tôn giáo ở Oppland | Tôn giáo ở Oppland |
| ------------------ | ------------------ | ------------------ | ------------------ | ------------------ |
| tôn giáo           | tôn giáo           |                    | phần trăm          | phần trăm          |
| Tin lành           | Tin lành           |                    | 90.39%             | 90.39%             |
| Không tôn giáo     | Không tôn giáo     |                    | 8.78%              | 8.78%              |
| Hồi giáo           | Hồi giáo           |                    | 0.64%              | 0.64%              |
| Phật giáo          | Phật giáo          |                    | 0.14%              | 0.14%              |
| Khác               | Khác               |                    | 0.05%              | 0.05%              |

Oppland là một tỉnh của Na Uy, có ranh giới với các tỉnh Sør-Trøndelag, Møre og Romsdal, Sogn og Fjordane, Buskerud, Akershus, Oslo và Hedmark. Tỉnh này có diện tích là 25.190 km², dân số thời điểm tháng 7 năm 2013 là 187.600 người (3,70 % tổng số dân Na Uy). Chính quyền tỉnh nằm ở thành phố Lillehammer.
Oppland trải dài từ các hồ lớn như Mjøsa, Randsfjord và Sperillen tới các dãy núi Jotunheimen và Rondane. Một cơ sở kinh tế đặc biệt của vùng này là du lịch tại miền đồi núi với phong cảnh rất lôi cuốn, Gudbrandsdal, thung lũng Valdres. Sông Begna chảy qua vùng Valdres, sông Gudbrandsdalslågen chạy qua Gudbrandsdal. Nằm tại Oppland là hai thị xã Lillehammer và Gjøvik cũng như 2 ngọn núi cao nhất Na Uy, Glittertind và Galdhøpiggen.

## Các xã
Tỉnh Oppland có 26 xã:
| 1. Dovre 2. Etnedal 3. Gausdal 4. Gjøvik 5. Gran 6. Jevnaker 7. Lesja 8. Lillehammer 9. Lom 10. Lunner 11. Nord-Aurdal 12. Nord-Fron 13. Nordre Land | 1. Østre Toten 2. Øyer 3. Øystre Slidre 4. Ringebu 5. Sel 6. Skjåk 7. Søndre Land 8. Sør-Aurdal 9. Sør-Fron 10. Vågå 11. Vang 12. Vestre Slidre 13. Vestre Toten |